# حسام تمام
حسام تمام مواليد 1972 م. صحفي وباحث، له عدد من المؤلفات والإسهامات في دراسة الحركات الإسلامية المعاصرة، وتتركز اهتماماته حول حركات الإسلام السياسي وخاصة الإخوان المسلمين، والاتجاهات السلفية الحديثة، وتيارات التدين الجديد، وعرف تمام بجهوده الفكرية في مجال دراسة فكر الحركات الإسلامية وتميز بأسلوبه البحثي الذي جمع بين المهنية والحياد. وله جهود ملموسة في دراسة الحركة الإسلامية بشكل عام تمثلت في تأسيسه لمرصد الظاهرة الإسلامية على الشبكة العنكبوتية عام 2005 ثم تأسيسه ورئاسته لتحرير موقع الإسلاميون التابع لشبكة إسلام أون لاين قبل توقفه ليعود من جديد عبر موقع الإسلاميون نت.
ويعتبر حسام تمام واحدا من أبرز الخبراء العرب في شئون الإسلام السياسي والحركات السياسية ومن المتابعين لشئون الأقليات الإسلامية المقيمة في الغرب.
مؤسس أول مرصد متخصص لدراسة الحركات الإسلامية، وشغل منصب مدير تحرير قطاع الحركات الإسلامية بموقع «إسلام أون لاين»، وبدأ عمله الصحفي بجريدة آفاق عربية، ثم انتقل إلى «القاهرة»، ثم الأحرار.

## مؤلفاته وترجماته
له عدة كتب وترجمات في الحركات الإسلامية أبرزها:
- مع الحركات الإسلامية في العالم – رموز وتجارب وأفكار.
- تحولات الإخوان المسلمين تفكك الأيدلوجية ونهاية التنظيم.
- الإخوان المسلمون، سنوات ما قبل الثورة.

وكان محاضراً في جامعة زيورخ، وساهم في العديد من الإصدارات المتخصصة في الشرق الأوسط، بالتعاون مع مركز الثقافة ألفرنسي وعدد من الجهات البحثية الأوروبية.

## وفاته
توفي في القاهرة بعد معاناة أليمة مع مرض السرطان في 26 أكتوبر 2011 عن عمر يناهز 37 سنة.